# Deep Silver
Deep Silver（ディープ・シルバー）は、ドイツとオーストリアのコンピュータゲームパブリッシャーであり、 Koch Media (Plaion)の一部門。Eugenio Vitaleは、Deep Silverのゲーム開発ディレクターを務めている。

## 歴史
Deep Silverは2002年11月に発表され、最初のリリースは『Anarchy Online：The NotumWars』であった。Koch Mediaのイギリス支社を運営していたCraig McNicholによると、Deep Silverの背後にあるアイデアは、Koch Mediaが他のパブリッシャーに代わって配信するゲームを補完するゲームを開発する事業セグメントを持つことであった。McNicholはまた、Deep Silverの名前については社内で多くの議論があったと述べている。2003年7月にKoch MediaはDeep Silverに50万ユーロを投資し、2003年11月にはKoch Mediaの配信を除くゲームパブリッシング業務のすべてがDeepSilverに再割り当てされた。それ以来、この部門は主にヨーロッパで活動を続けてきた。2008年4月、Koch MediaはDeep Silverの名の下、ロサンゼルスに拠点を置く子会社「Deep Silver, Inc.」を開設した。2007年8月、2006年にRockstar Viennaの元従業員によって設立されたスタジオ「Games That Matter」は、Koch Mediaに買収されてDeep Silver Viennaという名前でDeepSilverの一部になった。共同創設者のNiki LaberとHannes Seifertは、2010年1月までにスタジオを去り、その時点でDeep SilverViennaは閉鎖された。Deep Silver Viennaが制作した唯一のゲームは、Sproing Interactiveと共同開発し、2009年8月にWii用に発売された『Cursed Mountain』である。
『Dead Island』の販売とVolitionの買収をきっかけにDeep Silverに注目が集まった。『Dead Island』は2011年9月に初めて売上チャートで1位を獲得した作品であり 、2013年1月にTHQの倒産によるオークションでVolitionを買収し、メトロシリーズの権利を取得した。Deep Silverはまた、2012年12月にベルリンを拠点とする基本プレイ無料ゲームデベロッパーのInfernum Productionsの少数株主持分を取得した。2013年2月、Deep Silverはモバイルゲーム市場へ進出する意向を発表した。
2013年12月、FishlabsはKoch Mediaに買収され、DeepSilverのモバイルゲーム専門スタジオになった。事業譲渡契約であったため、スタジオの法人は解散しFishlabsは正式にはDeep Silver Fishlabsとして知られる部門として再編成された。2014年7月、Deep Silverは『HOMEFRONT』および開発中の続編『HOMEFRONT the Revolution』の権利をドイツのデベロッパーCrytekから取得した。Dambuster Studios（正式には、Deep Silver Dambuster Studios）は、Crytek UKの後継としてthe Revolutionの開発を継続するために設立された。同日遅く、CrytekはCrytek UKが閉鎖されることを発表し、Crytek UKのスタッフ全員がDambuster Studiosに異動した。2018年8月、Koch Mediaは『TimeSplitters』ゲームの権利を取得しており、同作はDeepSilverによって監督される。
2020年5月、この時までに両社ともEmbracer Groupの傘下になっていたKoch MediaとTHQ Nordicは、保有するいくつかのゲームタイトル配信権の相互移管を発表し、Deep Silverが『Red Faction』と『Painkiller』の配信権を取得し、『Risen』『Rush for Berlin』『Sacred』『Second Sight』および『Singles: Flirt Up Your Life』の配信権を譲渡した。

## 論争
2013年1月、Deep Silverは当時発売を予定していたゲーム『Dead Island: Riptide』のヨーロッパとオーストラリア地域における特別版『Zombie Bait Edition』を発表した。この特別版には女性ゾンビの胴体の小像が付属していた。このアイテムに対する強い批判の後、Deep Silverは当初、「深くお詫びする」と謝罪し、二度とこのようなことが起こらないようにすることを消費者に約束した。しかし、同年4月に発売されたゲームにも小像は付属しており、さらなる反発を引き起こした。
2019年1月に、Deep SilverはEpic Gamesと提携し、次回作『メトロ エクソダス』のパーソナルコンピュータ（PC）版はEpicのデジタル配信ストア「Epic Gamesストア」での1年間の時限独占販売契約を締結した。この契約により、『メトロ エクソダス』はDeepSilverが2018年8月から同作の予約販売を行っていた別のデジタル配信ストア「Steam」から削除された。さらに、この取引はゲームの発売まで3週間を切った時に行われ、発表されたため、批評家やメトロシリーズのファンの間で批判や混乱を招いた。Steamを運営するValveはこの動きを消費者にとって不公平であると述べた一方、ファンはSteamでシリーズの過去作品にレビュー爆撃を行った。

## ゲーム
Deep Silverが販売したフランチャイズには、2013年のTHQの倒産によるオークションで取得した4A Gamesの『メトロ』とVolitonの『Saints Row』、Techland開発の『Dead Island』がある。他にも、Dambuster Studiosの『HOMEFRONT the Revolution』やYs Netの『シェンムーIII』を販売している。